# سنافة (الشعر)

تعديل مصدري - تعديل

سنافة محلة تابعة لقرية الردى، التابعة لعزلة الا ملؤك بمديرية الشعر إحدى مديريات محافظة إب في الجمهورية اليمنية، بلغ تعداد سكانها 44 حسب تعداد اليمن لعام 2004.